# Marciszów (gmina)

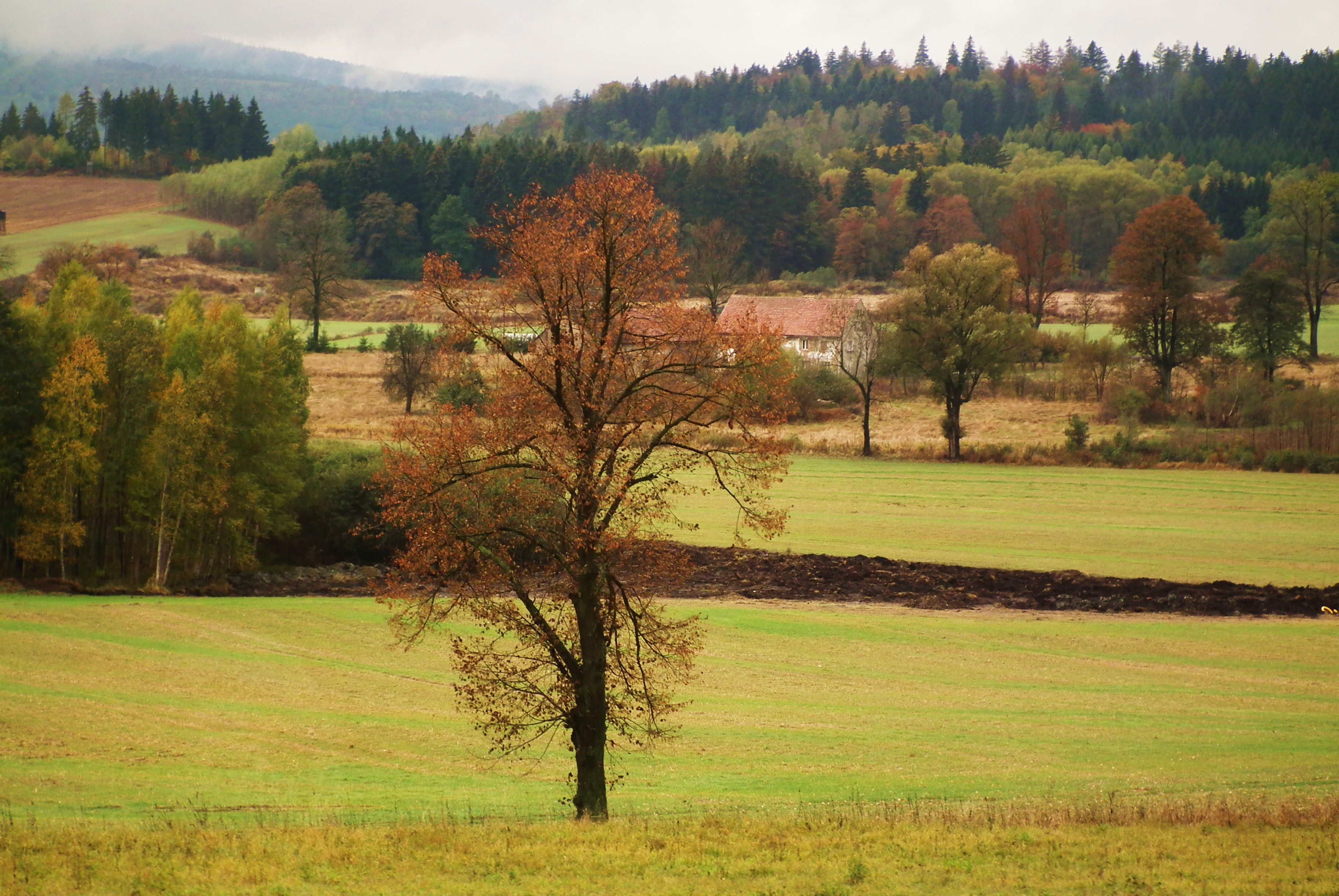
Krajobraz gminy w rejonie Marciszowa

Marciszów – gmina wiejska w województwie dolnośląskim, w powiecie kamiennogórskim. W latach 1975–1998 gmina położona była w województwie jeleniogórskim.
Siedziba władz gminy to Marciszów.
Według danych z 31 grudnia 2018 gminę zamieszkiwało 4513 osób. Natomiast według danych z 30 czerwca 2020 roku gminę zamieszkiwało 4507 osób.

## Struktura powierzchni
Według danych z roku 2002 gmina Marciszów ma obszar 81,98 km², w tym:
- użytki rolne: 53%
- użytki leśne: 36%

Gmina stanowi 20,7% powierzchni powiatu.

## Demografia

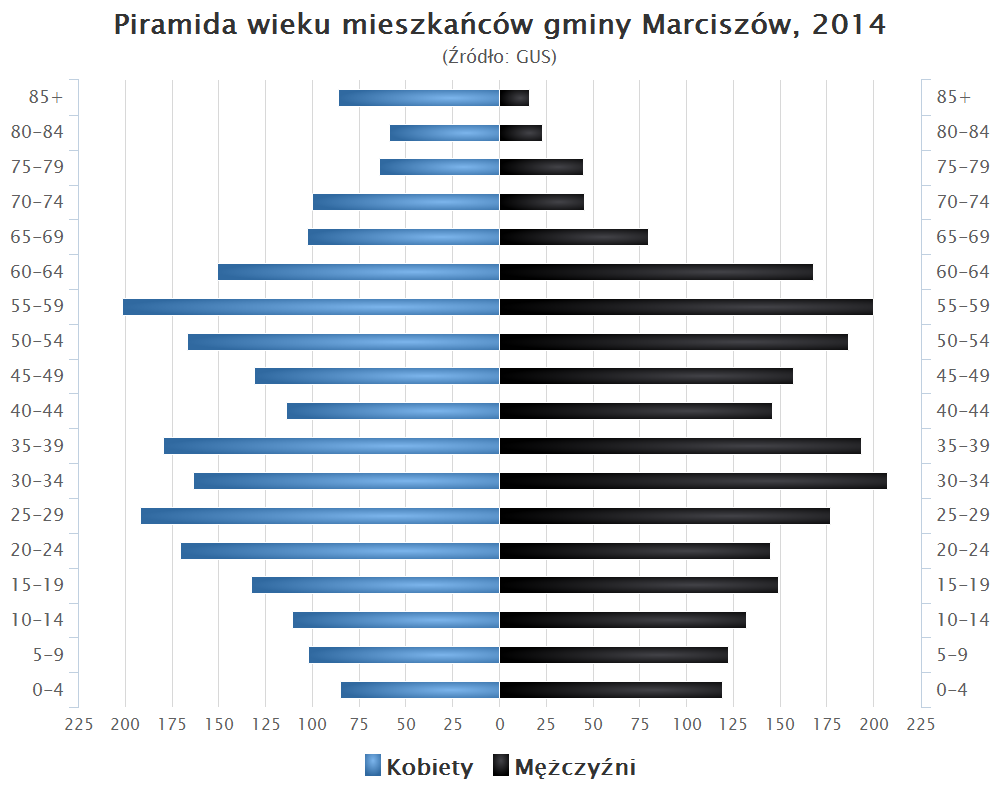
Piramida wieku mieszkańców gminy Marciszów w 2014 roku

Dane z 30 czerwca 2004:
| Opis                              | Ogółem | Ogółem | Kobiety | Kobiety | Mężczyźni | Mężczyźni |
| --------------------------------- | ------ | ------ | ------- | ------- | --------- | --------- |
| Jednostka                         | osób   | %      | osób    | %       | osób      | %         |
| Populacja                         | 4730   | 100    | 2386    | 50,4    | 2344      | 49,6      |
| Gęstość zaludnienia [mieszk./km²] | 57,7   | 57,7   | 29,1    | 29,1    | 28,6      | 28,6      |

## Sołectwa
- Ciechanowice
- Domanów
- Marciszów
- Nagórnik

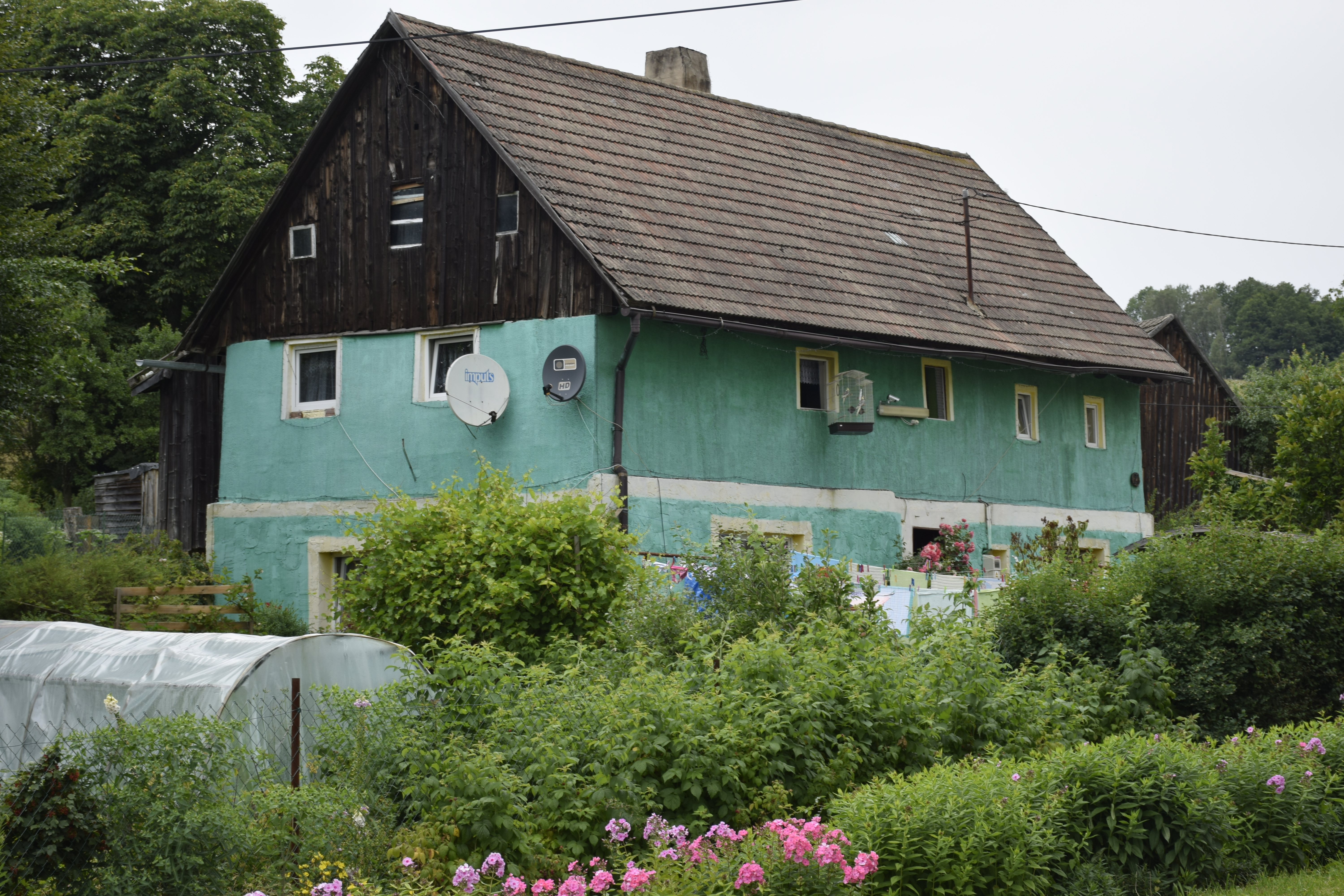
Pastewnik
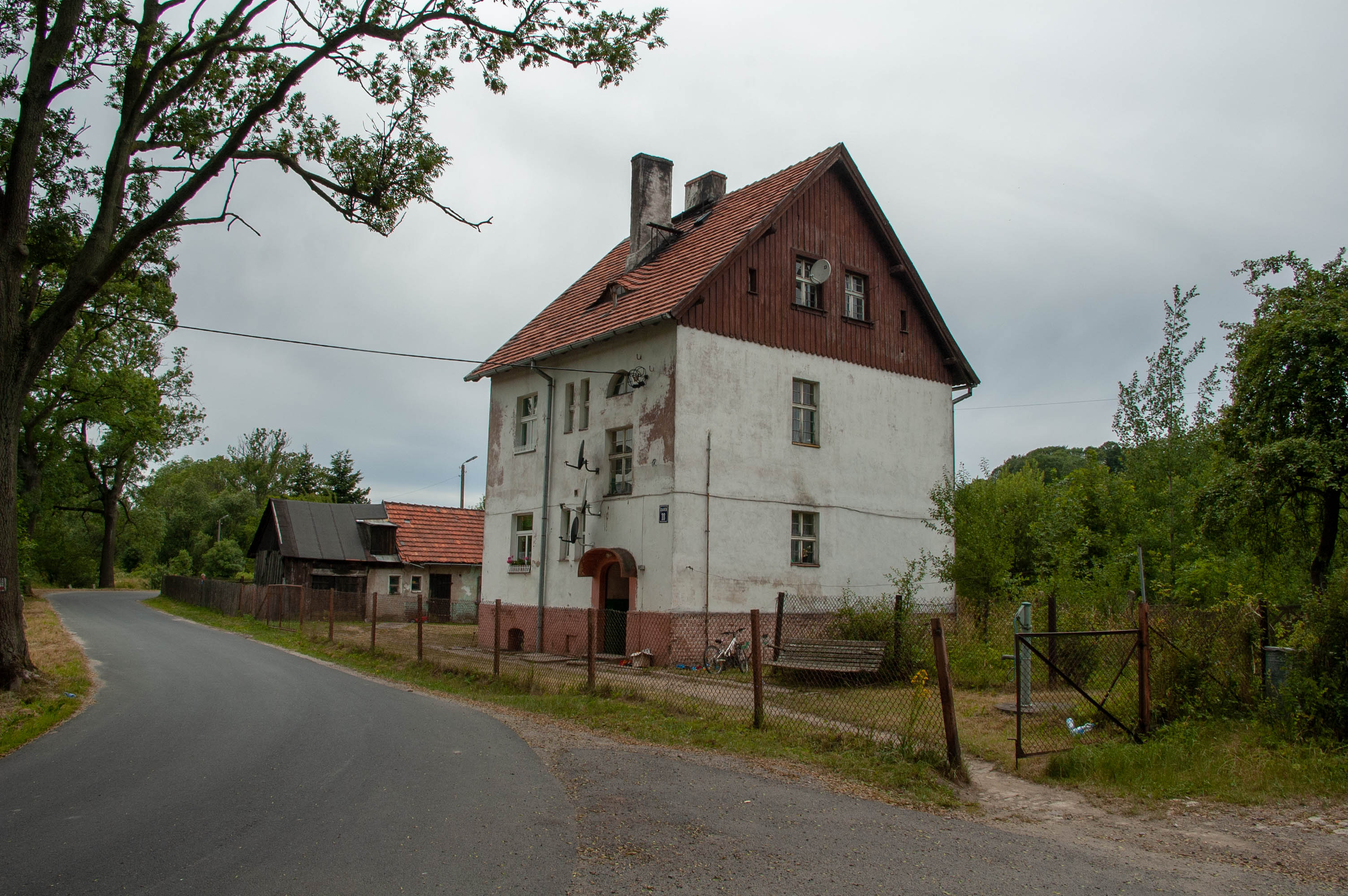
Domanów
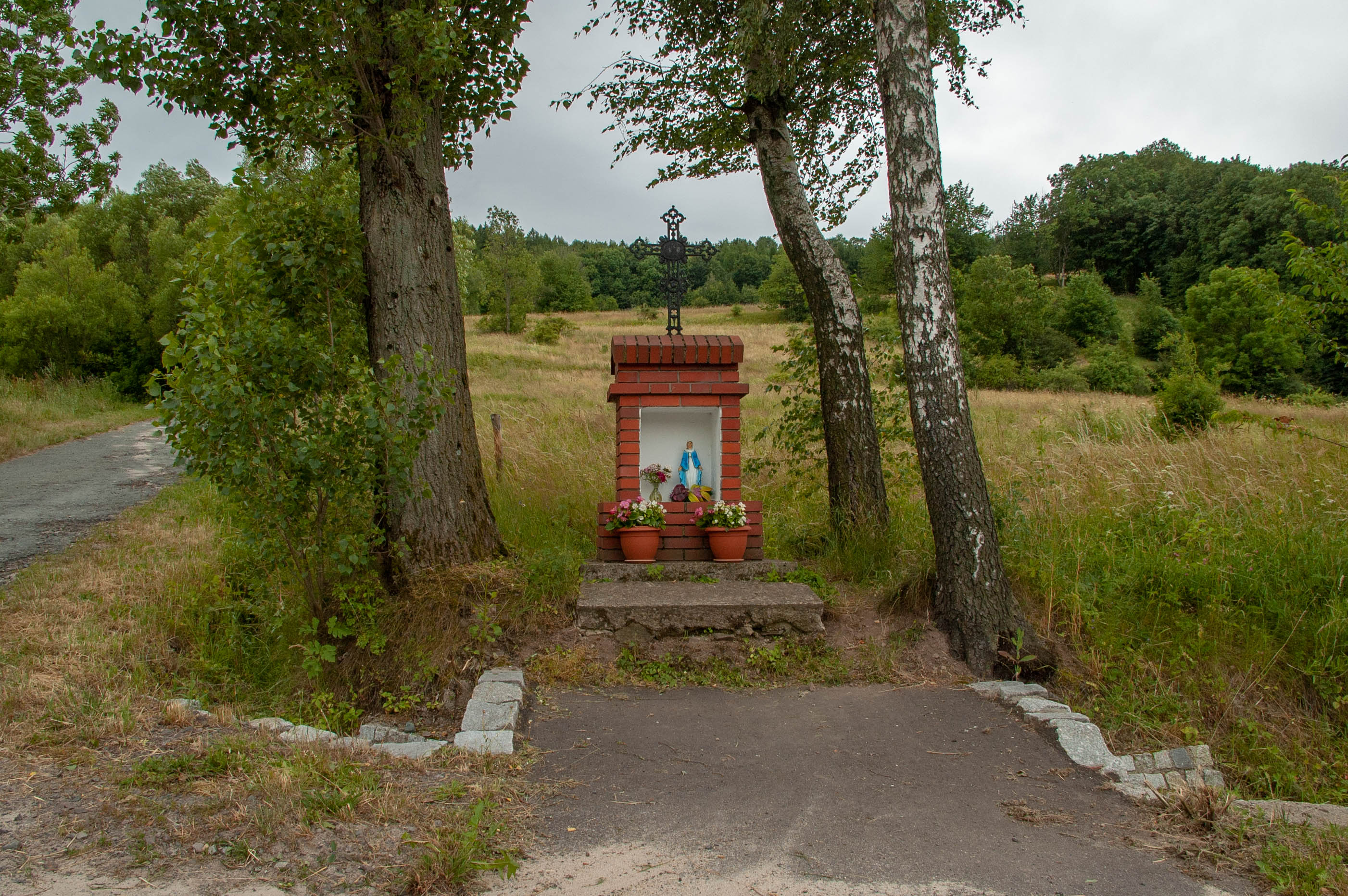
Nagórnik
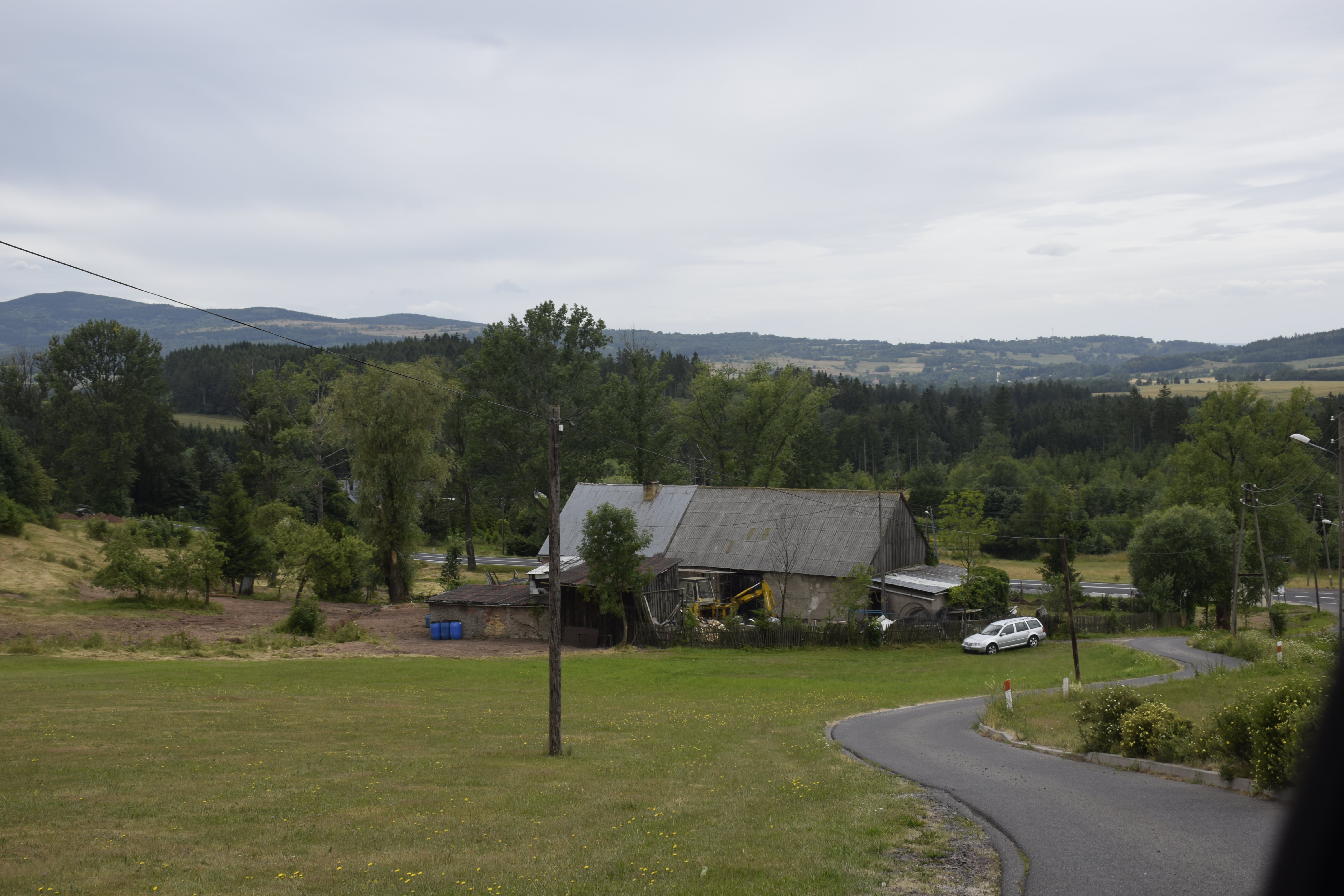
Pustelnik
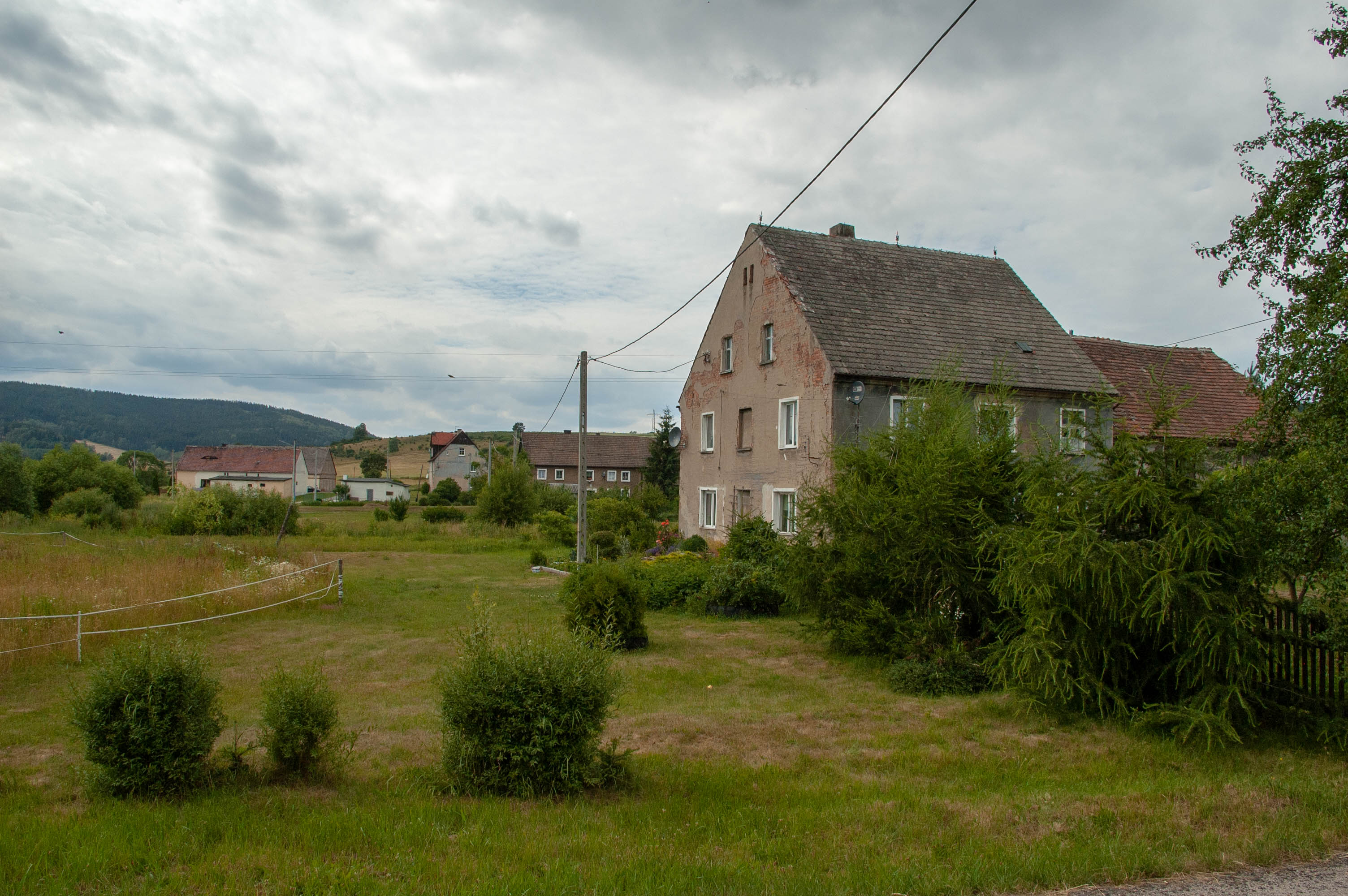
Sędzisław
- Świdnik
- Wieściszowice

- Pastewnik
- Domanów
- Nagórnik
- Pustelnik
- Sędzisław

## Sąsiednie gminy
Bolków, Czarny Bór, Janowice Wielkie, Kamienna Góra, Stare Bogaczowice